# Gliocladium microspermum
Gliocladium microspermum är en svampart som först beskrevs av Pier Andrea Saccardo, och fick sitt nu gällande namn av W. Gams 1982. Gliocladium microspermum ingår i släktet Gliocladium och familjen Hypocreaceae.   Inga underarter finns listade i Catalogue of Life.